# 天鵝座T
天鵝座T，又名BD+33 4028，HD 198134、SAO 70499、HR 7956，是天鵝座的一颗恒星，视星等为4.92，位于銀經76.39，銀緯-5.62，其B1900.0坐标为赤經20h 43m 11.2s，赤緯+34° -5.62′ 23″。